# مركز المؤتمرات حيدر علييف
مركز حيدر علييف للمؤتمرات - هو مجمع متعدد الاستخدامات مخصّص لإستضافة أكبر الاجتماعات الدولية، يتربع على مساحة 8.5 هكتارا. يتواجد في مدينة قابالا لجمهورية أذربيجان.

## تاريخها
تم أنشاء مركز حيدر علييف للمؤتمرات على بعد 4 كم من مركز المدينةقابالا. تم بدا أعمال التصميم وأنشاءها في مايو، عام 2012 وينتهي في عام 2013.
تم تدشين المركز حيدر علييف للمؤتمرات من طرف رئيس الجمهورية أذربيجان إلهام علييف في 14 أغسطس، عام 2013 ، في مدينة قابالا.
مساحطه عاما للمركز 8.5 هكتار وتكون من 3 طوابق. في تصميم المبنى أستخدمت من الالوان البيضاء، الخضراء والذهبية وهذا هو رمز الطبيعة، والمصادر الطبيعية والحداثة.

## مزضايا معمارية
في الطابق الأول - يضم القاعات، المطاعم مع 350 مقعد وقاعات إدارية. مع 6 أبراج في المركز بالإضافة إقامت قبة فوق مستوى أرضية القاعة بارتفاع 13 مترا، وقطره 20 مترا.
في الطابق الثاني - يضم 4 غراف ويب (كبار الشخصيات), غراف الأمن، قاعة مؤتمرات تبلغ مساحتها 1200 مقعد، غراف لصاحفيون ولفنون وبهو واسع. مساحة القاعة هي 92 متر مربع. في نفس الوقت، تم بناء سلم متحرك ومصعد بارتفاعها 18 مترا.
مساحط الأرضية عاما 8.5 هكتار. تم بناء مرأب تحت الأرض 140 مقعد في أراضي المركز. وتم بناء ساحة العلم والخضرة المزخرفة في الفوق المرأب. تم أنشاء جسر على النهر يمر عبر المبنى.